# Akkeshi
Akkeshi (jap. 厚岸町 Akkeshi-chō) – miasto w Japonii, w prefekturze Hokkaido, w podprefekturze Kushiro. Według danych na rok 2020 miejscowość zamieszkiwało 8 892 mieszkańców , a gęstość zaludnienia wyniosła 12 os./km².

## Galeria

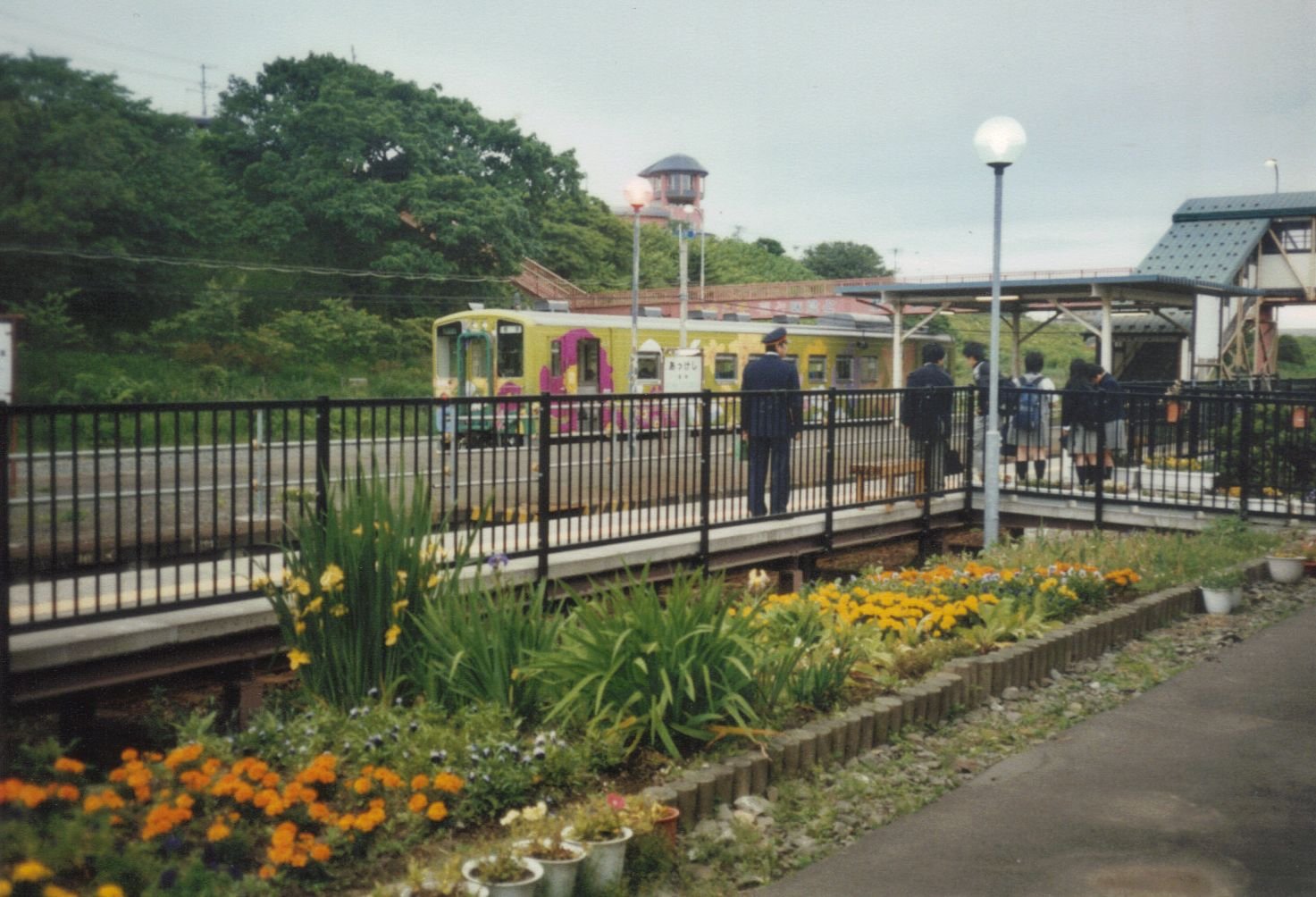
Stacja kolejowa
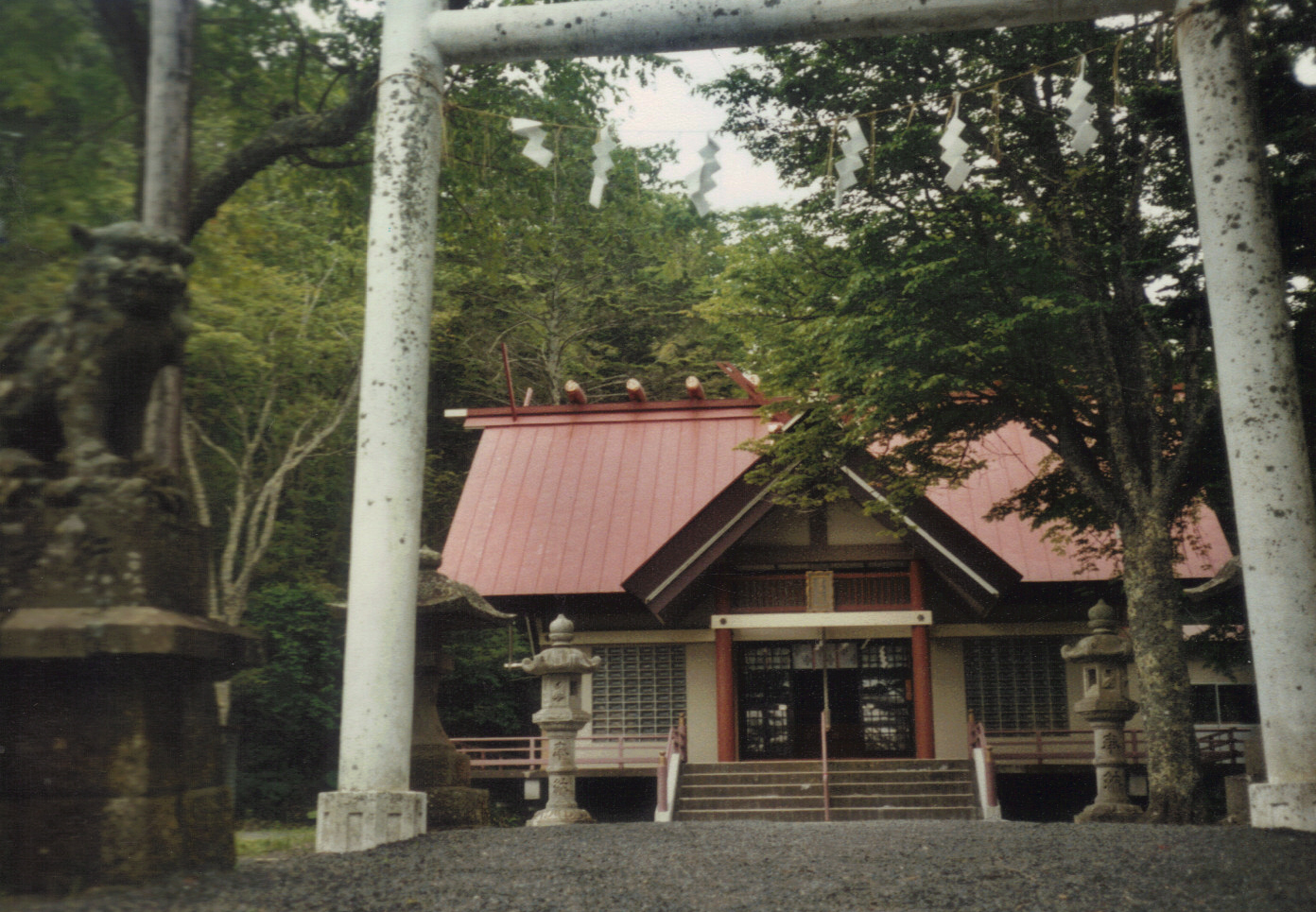
Świątynia Kokutai Ji
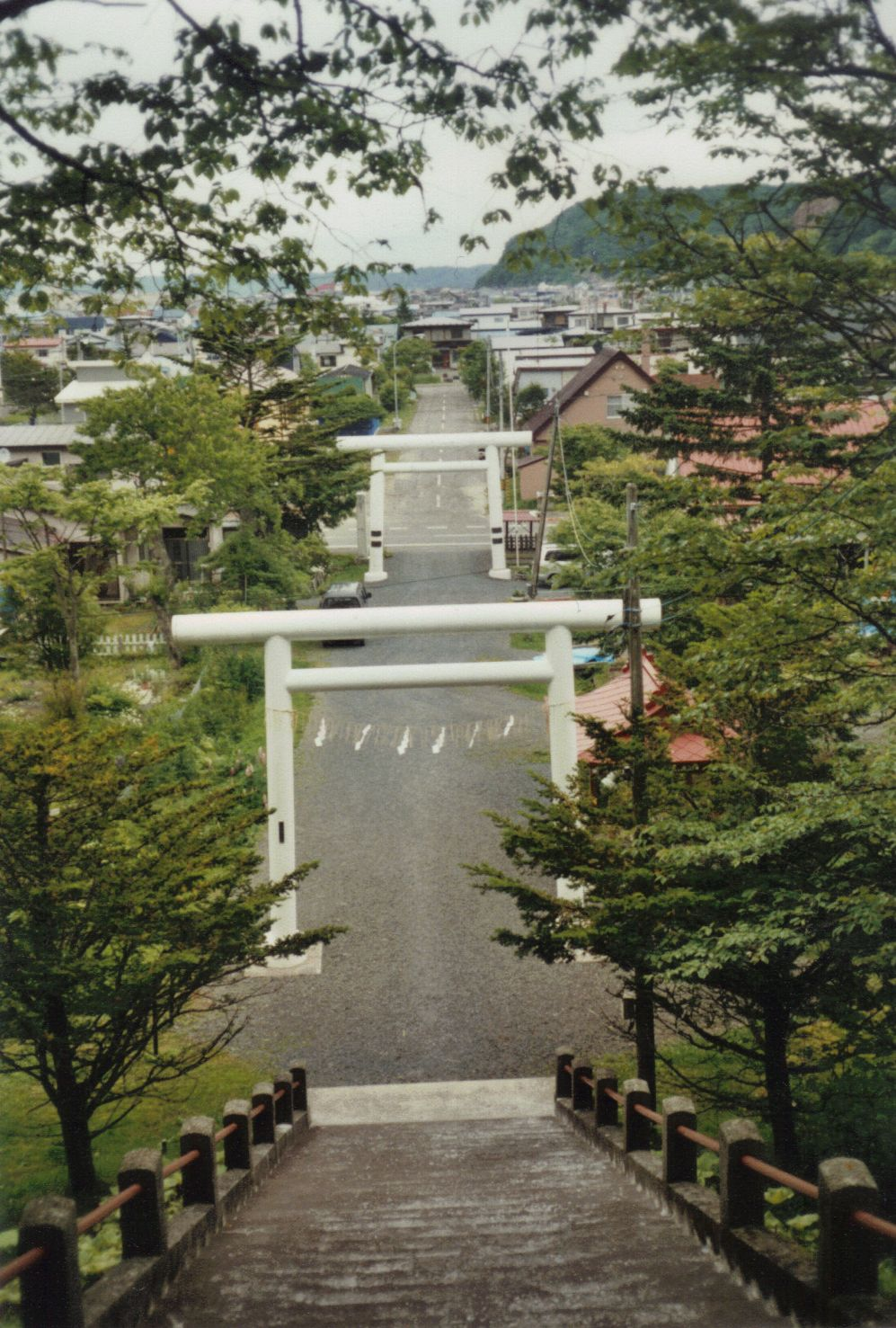
Widok ze świątyni Kokutai Ji
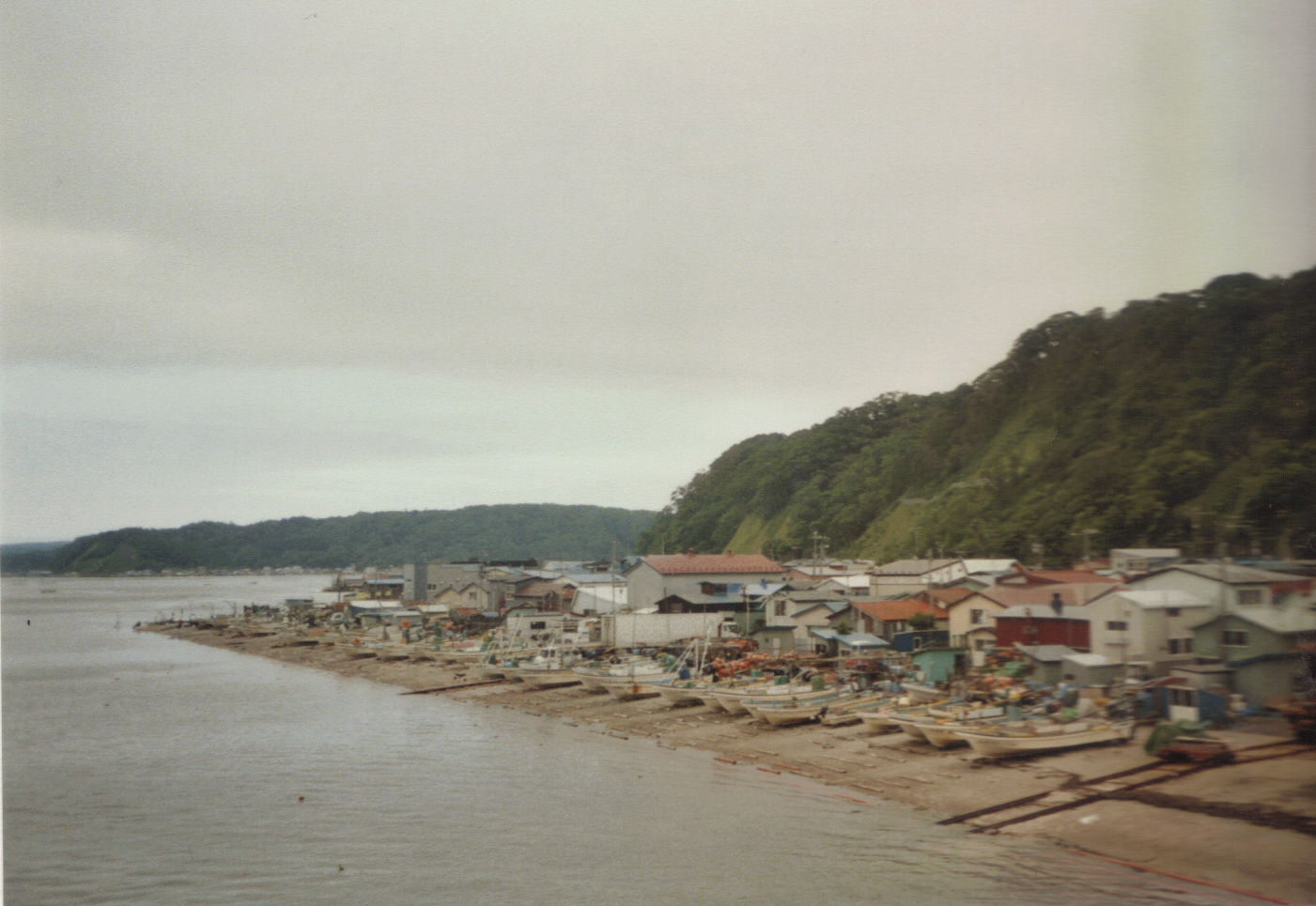
Jezioro Akkeshi
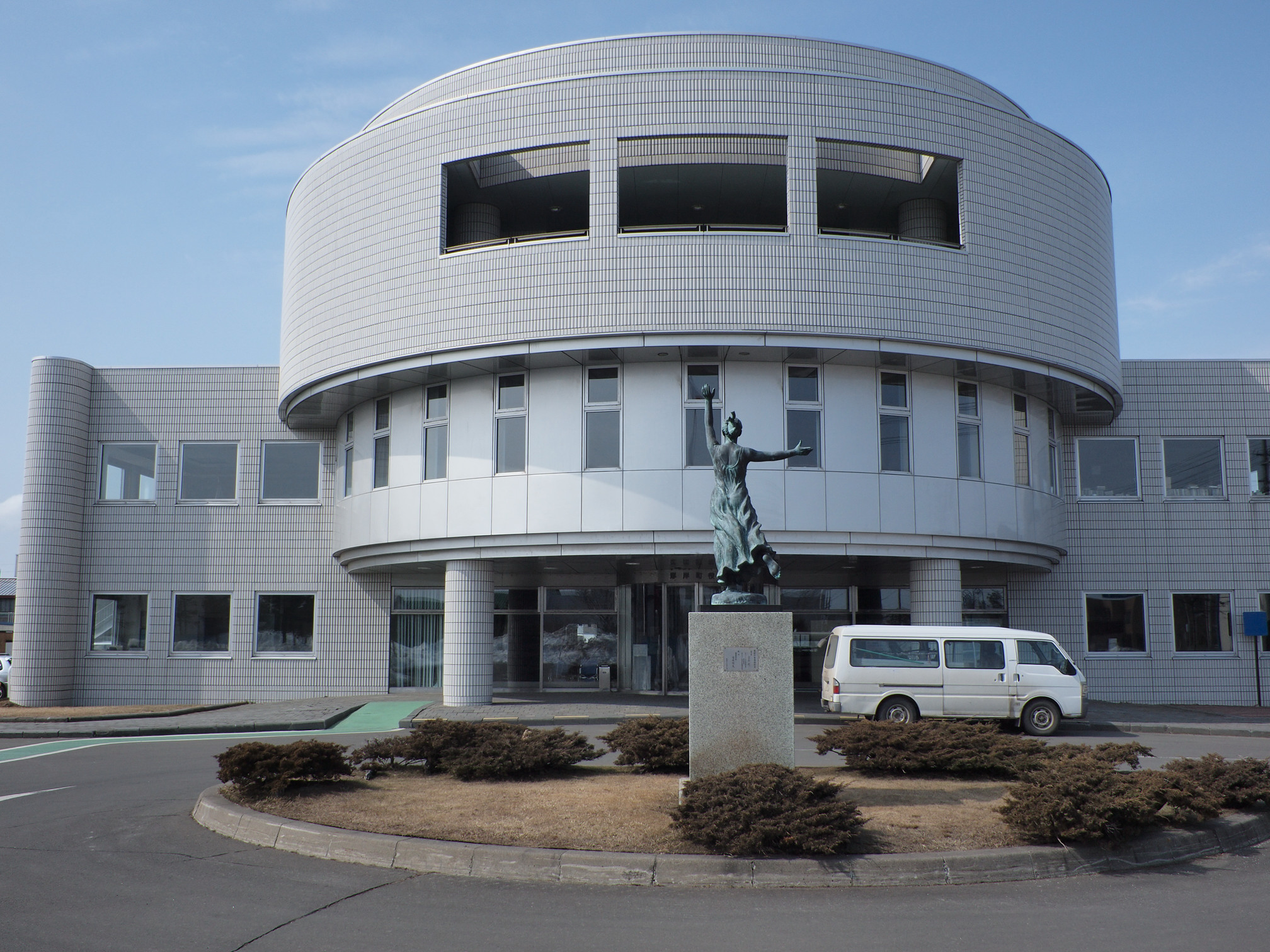
Ratusz
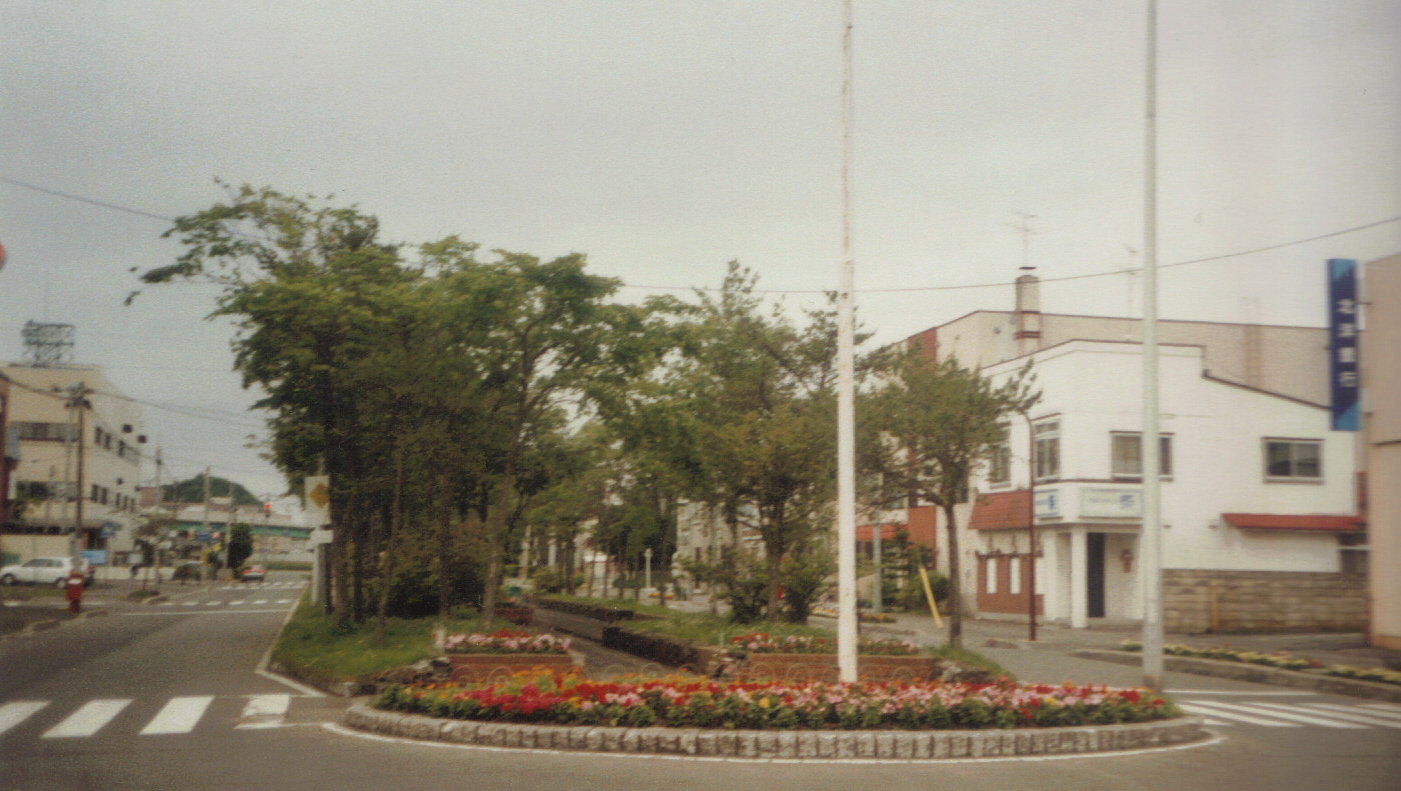
Główna ulica
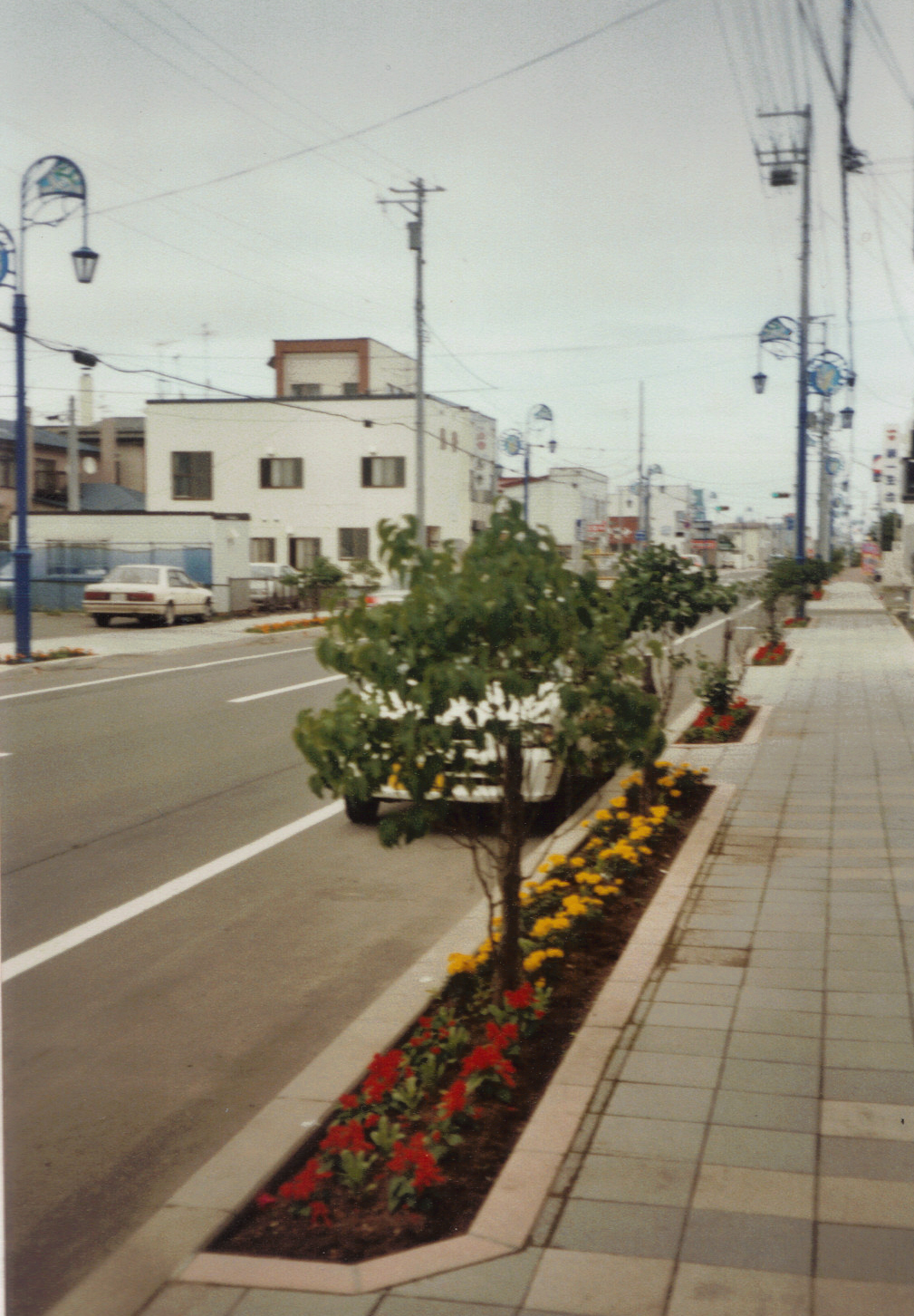
Główna ulica